# نفر حتب الثاني
نفر حتب الثاني، (بالإنجليزية: Neferhotep II)، هو ملك من فراعنة الأسرة المصرية الثالثة عشر في عهد الدولة الفرعونية الوسطى. في مصر القديمة. من 1680 ق.م إلى 1670 ق.م. الفترة الانتقالية الثانية (1782–1550 ق.م).